# Ku-ring-gai Chase National Park
Ku-ring-gai Chase National Park är en nationalpark i Australien.   Den ligger i delstaten New South Wales, i den sydöstra delen av landet, 270 km nordost om huvudstaden Canberra. Ku-ring-gai Chase National Park ligger 1 meter över havet.
I omgivningarna runt Ku-ring-gai Chase National Park växer i huvudsak städsegrön lövskog.